# Sybra griseopubescens
Sybra griseopubescens är en skalbaggsart som beskrevs av Stefan von Breuning 1956. Sybra griseopubescens ingår i släktet Sybra och familjen långhorningar.
Artens utbredningsområde är Sulawesi. Inga underarter finns listade i Catalogue of Life.